# Heinrich Wydler
Heinrich Wydler (Zurique, 24 de abril de 1800 —  Gernsbach, 6 de dezembro de 1883) foi um botânico e sistemata suíço que se destacou no estudo da flora das Caraíbas.

## Biografia
Nascido em Zurique, dedicou-se aos estudos de botânica. Participou nos anos de 1826-1827 numa expedição de dois anos para exploração da flora das Caraíbas. Nos anos de 1828 a 1830 trabalhou no Jardim Botânico de São Petersburgo. Entre 1830 e 1834 foi curador das colecções botânicas de Augustin Pyrame de Candolle na Universidade de Genebra.
Foi professor em Genebra e Berna até casar em 1840 e se fixar em Estrasburgo. 
O antigo género Wydleria DC. (Apiaceae) foi assim designado em sua homenagem.